# Bundesamt für Kultur
Das Bundesamt für Kultur (BAK) (französisch Office fédéral de la culture OFC, italienisch Ufficio federale della cultura UFC, rätoromanisch Uffizi federal da cultura UFC, englisch Federal Office of Culture FOC) ist eine Verwaltungseinheit des Eidgenössischen Departements des Innern (EDI) und die Fachbehörde für kulturpolitische Grundsatzfragen, für Kulturförderung und für die Erhaltung und Vermittlung kultureller Werte. Im Rahmen seiner Zielsetzungen schafft es Rahmenbedingungen, die ein unabhängiges Kulturschaffen und ein vielfältiges Kulturangebot ermöglichen. Ausserdem erhält und pflegt es das kulturelle Erbe, unterstützt den kulturellen Austausch in der Schweiz und mit dem Ausland fördert die Verständigung zwischen den Sprach- und Kulturgemeinschaften.
Das BAK fördert das Kulturschaffen in den Bereichen Literatur, Theater, Tanz, Musik, Film, Kunst und Design. Im Bereich des Heimatschutzes unterstützt das BAK den Denkmalschutz und die Archäologie. Weiter unterhält es Sammlungen, Bibliotheken, Archive und Museen.

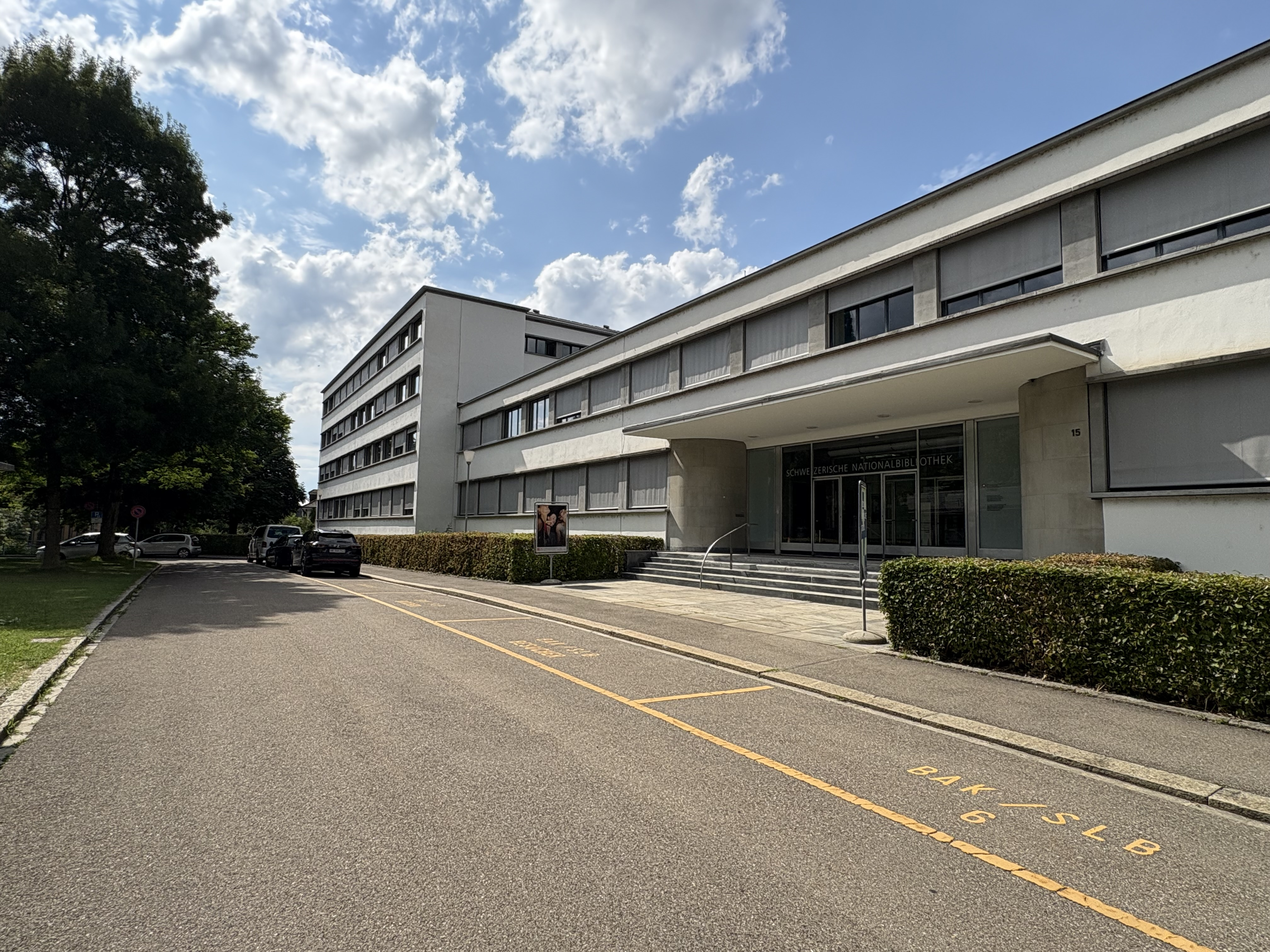
Das Bundesamt für Kultur und die Schweizerische Nationalbibliothek an der Hallwylstrasse 15 in Bern.

## Geschichte
1975 wurde das Bundesamt für Kultur als einfacher Verwaltungsdienst zur Koordination der kulturellen Aktivitäten geschaffen. Im gleichen Jahr erschien der sogenannte Clottu-Bericht, ein vom Departement des Innern in Auftrag gegebenes Inventar der kulturellen Ausrüstung der Schweiz. Der Bericht empfahl unter anderem die Schaffung eines Verfassungsartikels, der die Zuständigkeiten des Bundes in Belangen der Kultur regeln sollte. Doch erst 1999, nach einigen schwierigen Abstimmungen und im Zuge der Totalrevision der Bundesverfassung, wurde die Rolle des Bundes in Belangen der Kultur auf Verfassungsebene festgelegt. Um Artikel 69 der Bundesverfassung („Kulturartikel“) umzusetzen, wurde unter der Federführung des BAK das Kulturförderungsgesetz (KFG) ausgearbeitet, das am 11. Dezember 2009 im Parlament verabschiedet wurde. Das KFG ist am 1. Januar 2012 in Kraft getreten.

## Gesetzliche Grundlagen
Zwar sind in der Schweiz die Kantone für die kulturellen Angelegenheiten zuständig (Art. 69 Abs. 1 BV), doch der Bund «kann kulturelle Bestrebungen von gesamtschweizerischem Interesse unterstützen sowie Kunst und Musik, insbesondere im Bereich der Ausbildung, fördern» (Art. 69 Abs. 2 BV). Dabei nimmt er immer Rücksicht auf «die kulturelle und die sprachliche Vielfalt des Landes» (Art. 69 Abs. 3 BV). In die Zuständigkeit des Bundes gehören der Bereich Film (Art. 71 BV) und der Bereich Erhaltung und Förderung der Mehrsprachigkeit (Art. 70 BV). Wenn das öffentliche Interesse es erfordert, hat der Bund schliesslich die Aufgabe, «Landschaften, Ortsbilder, geschichtliche Stätten sowie Natur- und Kulturdenkmäler» zu erhalten und zu schützen (Art. 78 BV). Auf Verordnungsebene sind die Ziele und Aufgaben des BAK in der Organisationsverordnung für das Eidgenössische Departement des Innern vom 1. August 2000 festgeschrieben.

## Organisation
Das Bundesamt ist organisatorisch in zwei Bereiche gegliedert: Kulturerbe und Vermittlung und Kulturschaffen und kulturelle Vielfalt. Das Organigramm weist folgende interne Abteilungen aus:
- Kulturerbe und Vermittlung
  - Museen und Sammlungen
    - Raubkunst und Provenienzforschung
    - Fachstelle internationaler Kulturgütertransfer
    - Kunstsammlungen des Bundes
    - Sammlung Oskar Reinhart "Am Römerholz"
    - Museo Vela
    - Museum für Musikautomaten
    - Museum Kloster St. Georgen

  - Baukultur
    - Sekretariat Eidgenössische Kommission für Denkmalpflege
    - Grund und Projekte
    - Beratung und Gutachten
    - ISOS
    - Inventarisation
    - Finanzhilfen und Support
    - Schweizerische Nationalbibliothek

- Kulturschaffen und kulturelle Vielfalt
  - Kulturschaffen
    - Grundlagen
    - Kunst
    - Design
    - Literatur
    - Darstellende Künste
    - Musik

  - Film
    - Filmförderung
    - Filmkultur
    - Auswertung und Angebotsvielfalt

  - Kultur und Gesellschaft
    - Sprachen und Gesellschaft
    - Sprachenförderung
    - Schweizer Schulen im Ausland
    - Jenische Minderheit
    - Kulturelle Teilhabe
    - Musikalische Bildung
    - Programm Jugend und Musik (J+M)
    - Lebendige Traditionen
    - Laienkultur

## Vom Bundesamt für Kultur vergebene Auszeichnungen
- Jan-Tschichold-Preis
- Prix Meret Oppenheim
- Schweizer Grand Prix Design
- Schweizer Filmpreis
- Schweizer Literaturpreise
- Schweizer Musikpreis
- Schweizer Preise Darstellende Künste
- Swiss Art Award
- Schweizer Tanzpreise
- Schweizer Theaterpreis

### Schweizer Tanzpreise

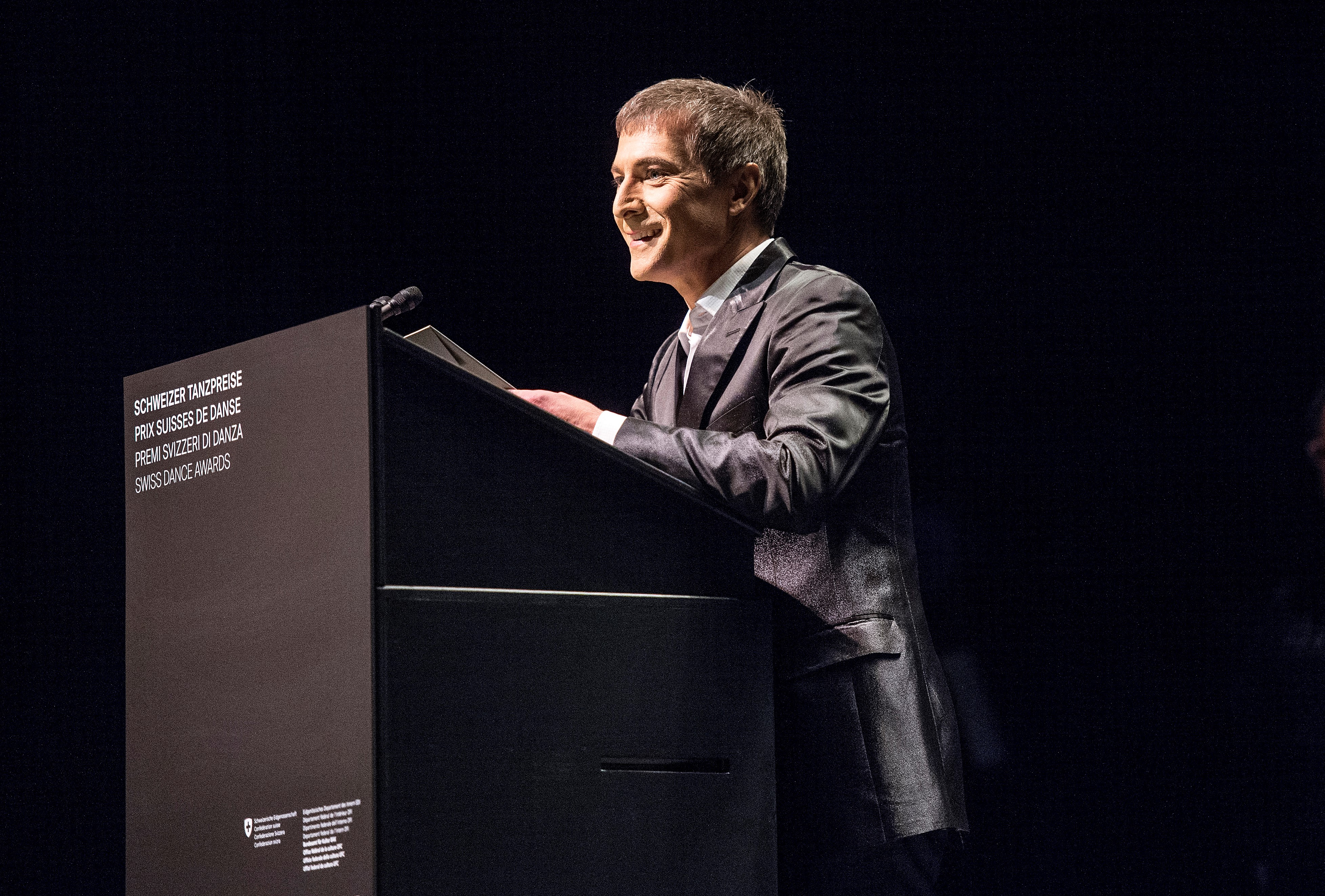
„Schweizer Grand Prix Tanz 2013“ für Martin Schläpfer

Das Bundesamt für Kultur verlieh von 2013 bis 2019 alle zwei Jahre den  Schweizer Grand Prix Tanz (40.000 Franken), einen Spezialpreis Tanz (40.000 Franken), zwei Auszeichnungen in der Kategorie Herausragende Tänzerin/Herausragender Tänzer (je 25.000 Franken) und vier Schweizer Tanzpreise (je 25.000 Franken). Hinzu kam der June Johnson Dance Prize in Partnerschaft mit der Stanley Thomas Johnson Stiftung (25.000 Franken).
Mit dem Grand Prix Tanz wurde auf Empfehlung der Eidgenössischen Jury für Tanz eine Persönlichkeit für ihre künstlerische Karriere geehrt. Der erste Preisträger war im Jahr 2013 der Schweizer Choreograf Martin Schläpfer, damals Ballettdirektor des Balletts am Rhein der Deutschen Oper am Rhein in Düsseldorf. 2015 wurde der Genfer Choreograf Gilles Jobin ausgezeichnet, 2017 Noemi Lapzeson, Genfer Choreografin, Tanzpädagogin und Gründerin der Compagnie Vertical Danse und 2019 La Ribot, spanisch-schweizerische Choreografin und Tänzerin.

### Schweizer Theaterpreis

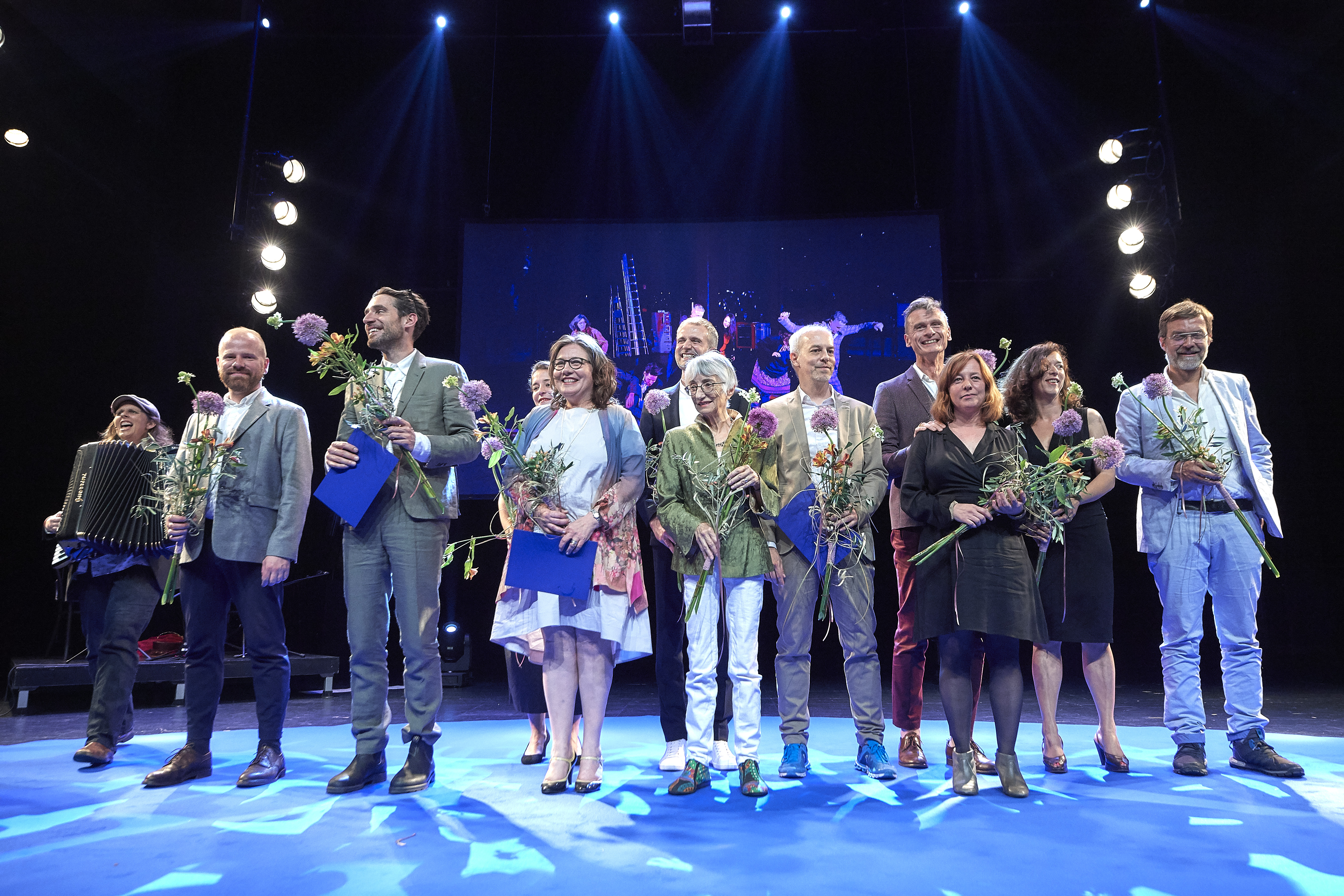
Schweizer Theaterpreise 2019

Im Bereich Theater verlieh das Bundesamt für Kultur von 2014 bis 2020 jährlich einen Schweizer Grand Prix Theater/Hans-Reinhart-Ring (100.000 Franken), einen Schweizer Kleinkunstpreis und fünf Schweizer Theaterpreise (jeweils 40.000 Franken). 2014 wurde als erster Omar Porras mit dem Schweizer Grand Prix Theater geehrt, 2015 Stefan Kaegi – Rimini Protokoll und 2016 das Zürcher Theater HORA. Den Grand Prix 2017 erhielt die Schauspielerin Ursina Lardi, den Grand Prix 2018 das Theater Sgaramusch, 2019 folgte der Performancekünstler Yan Duyvendak, 2020 der Regisseur Jossi Wieler.

### Schweizer Preis Darstellende Künste
2021 wurden die Schweizer Tanz- und Theaterpreise unter dem Dach der Darstellenden Künste zusammengeführt. Ziel dieser Änderung ist eine Annäherung der Sparten Tanz, Theater, Kleinkunst und weiterer Facetten der darstellenden Künste wie Performance, zeitgenössischer Zirkus, Figurentheater oder Straßenkünste. Die Zusammenlegung dient einer größeren Sichtbarkeit der darstellenden Künste. Außerdem kann so der Hans-Reinhart-Ring wieder in allen Bereichen der darstellenden Künste, insbesondere auch im Tanz, vergeben werden. Alle Auszeichnungen werden auf der Website der Schweizer Kulturpreise aufgeführt und archiviert.

## Unterstützung von 20 Museen mit Betriebsbeiträgen
In der Medienmitteilung vom 1. Juli 2025 teilte das Bundesamt für Kultur mit, dass es in der Förderperiode 2027 bis 2030 insgesamt 20 Museen mit Betriebsbeiträgen in der Höhe von jährlich rund 6,3 Millionen Franken unterstützen werde, die in ihrem Themenbereich für die Schweiz von besonderer Bedeutung seien.

## Direktorinnen und Direktoren
- David Streiff (1994–2005)
- Jean-Frédéric Jauslin (2005–2013)
- Isabelle Chassot (2013–2021)
- Carine Bachmann (2022–)

## Personalbestand ab 2001
| Jahr | Vollzeitstellen |
| ---- | --------------- |
| 2001 | 322             |
| 2002 | 332             |
| 2003 | 324             |
| 2004 | 331             |
| 2005 | 322             |
| 2006 | 220             |
| 2007 | 220             |
| 2008 | 220             |
| 2009 | 219             |
| 2010 | 88              |
| 2011 | 85              |
| 2012 | 80              |
| 2013 | 81              |
| 2014 | 83              |
| 2015 | 83              |
| 2016 | 241             |
| 2017 | 246             |
| 2018 | 245             |
| 2019 | 248             |
| 2020 | 248             |
| 2021 | 254             |
| 2022 | 258             |
| 2023 | 259             |
| 2024 | 256             |